# Марі-B
Марі-B — офшорне газове родовище в ізраїльському секторі Середземного моря, розташоване за 15 миль від південної частини узбережжя країни. Перше введене в експлуатацію в історії газової промисловості Ізраїлю.
Відкрите 2000 року в районі з глибиною моря 235 метрів внаслідок буріння із залученням судна Atwood Eagle розвідувальної свердловини Марі-B-1. Остання досягла рівня у 2 км нижче морського дна та відкрила газонасичений інтервал товщиною до 200 метрів у пісковиках, які заповнили систему каньону Ель-Аріш. Вони відносяться до відкладень пліоцену, що відрізняє родовище від великих відкриттів, зроблених протягом наступного десятиліття у більш глибоководному секторі (Левіафан, Тамар, Каріш, Танін), які належать до підсольових відкладень міоцену.
В 2000—2001 році розміри родовища уточнили за допомогою двох оціночних свердловин, а з зими 2003/2004 почалась його розробка. Вона велась за допомогою п'яти свердловин, приєднаних до офшорної процесингової платформи, від якої до берегового терміналу в Ашдоді проклали газопровід діаметром 750 мм та довжиною 40 км. Потужність обладнання була розрахована на об'єми до 17 млн м3 на добу.
До початку 2010-х років Марі-В було єдиним джерелом власного газовидобутку в Ізраїлі. З припиненням постачання єгипетського газу в 2012-му почався підсилений відбір ресурсу з родовища, що дуже швидко призвів до його виснаження. Для підтримки виробництва до платформи Марі-В підключили родовища-сателіти Ноа-Північ та Pinnacles. Останнє, втім, уже за кілька місяців довелось зупинити через зростання вмісту води в отриманій зі свердловини суміші.
Всього за час експлуатації Марі-В з нього видобули приблизно 25 млрд м3 газу.
Проект реалізував консорціум під операторством Noble Energy (47,1 %).